# Beauvau
Beauvau era una comuna francesa situada en el departamento de Maine y Loira, en la región de Países del Loira, que el 1 de enero de 2016 pasó a ser una comuna delegada de la comuna nueva de Jarzé-Villages al fusionarse con las comunas de Chaumont-d'Anjou, Jarzé y Lué-en-Baugeois. Tiene una población estimada, a inicios de 2021, de 308 habitantes.

## Demografía
| Gráfica de evolución demográfica de Beauvau entre 1800 y 2021 |
|                                                               |

Los datos demográficos contemplados en este gráfico de la comuna de Beauvau se han cogido de 1800 a 1999 de la página francesa EHESS/Cassini, y los demás datos de la página del INSEE.